# Erebia sakae
Erebia sakae är en fjärilsart som beskrevs av Torii 1945. Erebia sakae ingår i släktet Erebia och familjen praktfjärilar. Inga underarter finns listade i Catalogue of Life.